# Kagoro
Kagoro – miasto w Nigerii, w stanie Kaduna.